# Mountain (banda)
Mountain fue un grupo de hard rock formado en Long Island, Estados Unidos, en 1969 por el guitarrista y vocalista Leslie West, el bajista Felix Pappalardi, el teclista Steve Knight y el baterista N.D. Smart.
El grupo es especialmente conocido por la canción "Mississippi Queen" de su álbum Climbing! de 1970, y por su presentación en el Festival de Woodstock de 1969, siendo frecuentemente mencionados como uno de los grupos que influyeron en el desarrollo del temprano heavy metal a principios de los años 70.

## Primera época
A principios de 1969, Leslie West (previamente miembro del grupo de R&B The Vagrants) formó una banda: Leslie West Mountain, junto a Norman Landsberg (teclados y bajo) y Ken Janick (batería), comenzando a continuación a presentarse en vivo.
El músico y productor neoyorquino Felix Pappalardi expresó su interés en producirles un disco, el cual finalmente vio la luz como Leslie West Mountain, con el mismo Pappalardi en bajo, N. Landsberg en teclados, y el percusionista N.D. Smart en lugar de Janick.
Tras esta grabación West sugirió a Pappalardi continuar con el proyecto, abocándose especialmente a las actuaciones en vivo.
La banda estaba fuertemente influida por Cream, banda para la cual el mismo Pappalardi trabajó en calidad de productor (Disraeli Gears, Goodbye, Wheels of Fire).
El tecladista Steve Knight se sumó al grupo sustituyendo a Landsberg, quien decidió dedicarse a otro proyecto musical, junto al mencionado Ken Janick.
Ya como Mountain West, Pappalardi, Smart y Knight giraron por la costa oeste de EE.UU, tras lo cual fueron convocados para tocar en el mítico "Festival de Woodstock", llevado a cabo en la neoyorquina localidad de Bethel. Mountain fueron recibidos con entusiasmo por la concurrencia, aunque no aparecieron en la película, ni tampoco en el álbum que recogía parte de las actuaciones del megaevento, sin embargo dos de sus canciones fueron incluidas en un segundo volumen de la banda sonora de "Woodstock".
Inmediatamente después de Woodstock, Smart fue reemplazado por el baterista canadiense Laurence "Corky" Laing, quien tocó en el álbum debut "Climbing!", editado en marzo de 1970.
El álbum contenía el tema "Mississippi Queen", el cual escaló hasta el #21 en el Billboard Hot 100, transformándose en la canción más emblemática en la historia de la banda, mientras que el álbum llegaba al # 17 del Billboard Top 200.
Hacia 1971 produjeron dos LP, "Nantucket Sleighride" Y "Flowers of Evil", este último incluyendo un lado en vivo, grabado en el Fillmore East de Nueva York, tras lo cual Mountain se separa por primera vez.

### 1973 y más allá
A mediados de 1973 West y Pappalardi decidieron reactivar Mountain, esta vez con el batería Allan Schwartzberg, y el teclista y guitarrista Bob Mann.
Esta formación salió de gira y grabó un doble álbum en directo, "Twin Peaks", de 1974, mientras que el LP "Avalanche", lanzado en ese mismo 1974, sería el último trabajo con Pappalardi al bajo, finalmente el grupo se volvió a disolver tras un concierto en Nueva York, el 31 de diciembre de 1974.
Pappalardi sería asesinado el 17 de abril de 1983 por su esposa, en confuso episodio.
Gail Collins Pappalardi, colaboradora en las letras de Mountain, en su día, y diseñadora de varias de las portadas de la banda, le disparó a Felix en el cuello, mientras se hallaban en su departamento neoyorquino.
Collins fue acusada de asesinato en segundo grado, aunque luego el cargo fue cambiado a "homicidio negligente".
Un renovado Mountain editaría el álbum "Go for Your Life!" en 1985, con Leslie West y Corky Laing, el álbum sería dedicado a la memoria de Felix Pappalardi, sin embargo Mountain cesaría actividades una vez más tras este disco, hasta la década de 1990, cuando la banda, impulsada una vez más por West y Laing produciría un nuevo trabajo, "Man's World", de 1996.
El mítico exmiembro de The Jimi Hendrix Experience, Noel Redding, tuvo en esos años 90 un fugaz paso por Mountain, aunque no llegó a grabar con el grupo.
En la espaciada agenda de Mountain "Man's World" fue seguido por "Mystic Fire" recién en 2002, año en que también fue publicado un CD de archivo con "outtakes" de la época de Felix Pappalardi, "What We Like".
Un nuevo álbum titulado "Masters of War" vio finalmente la luz en 2007, el CD consiste en 12 covers de Bob Dylan, e incluye a Ozzy Osbourne como invitado en el tema homónimo que abre el álbum.

## Legado e influencia
Como uno de los primeros exponentes del hard rock a finales de los 60 y los 70, Mountain fue una banda decisiva en el posterior desarrollo del heavy metal actual, siendo una importante influencia para grupos que posteriormente se encargaron de perfeccionar el género musical como Deep Purple y Black Sabbath. Su canción Mississippi Queen, además de ser el tema que los elevó a la fama por su enfático uso de power chords en su riff, ha sido interpretado también por grupos y artistas como Ozzy Osbourne, Ministry, W.A.S.P., Zakk Wylde, entre otros.
La canción ha hecho parte de la cultura popular, siendo la más destacada su aparición en la serie de televisión de Cartoon Network Un Show Más, en el episodio "Un Picante Fin de Semana".
También hizo su aparición en el videojuego de Rockstar Games Grand Theft Auto V, en la emisora ficticia Los Santos Rock Radio, exceptuando las versiones de las consolas PlayStation 3 y Xbox 360
En su carrera musical, Leslie West ha contado con la participación de varios músicos invitados en varios de sus álbumes como Jack Bruce, Ozzy Osbourne, Dee Snider, Johnny Winter, Slash, Zakk Wylde, entre otros más.

## Discografía
En estudio
- Climbing! (1970)
- Nantucket Sleighride  (1971)
- Flowers of Evil, vivo y estudio (1971)
- Avalanche (1974)
- Go for Your Life! (1985)
- Man's World (1996)
- Mystic Fire (2002)
- Masters of War (2007)

En vivo
- Mountain Live: The Road Goes Ever On (1972)
- Twin Peaks (1974)